# بيلا فارغا
بيلا فارغا هو سياسي مجري، ولد في 18 فبراير 1903 في Börcs ‏ في المجر، وتوفي في 14 أكتوبر 1995 في بودابست في المجر. نشط حزبياً في الحزب المدني لأصحاب الحيازات الصغيرة المستقلين والعمال الزراعيون. وقد انتخب عضو الجمعية الوطنية المجرية ‏ خلال فترته النيابية ‏ (4 نوفمبر 1945 – 2 يونيو 1947) وانتخب member of the Provisional National Assembly ‏ (2 أبريل 1945 – 3 نوفمبر 1945) وانتخب عضو الجمعية الوطنية المجرية ‏ خلال فترته النيابية ‏ (1939 – 1944).

## وصلات خارجية
- بيلا فارغا على موقع مونزينجر (الألمانية)